# Паутов, Юрий Савельевич
Юрий Савельевич Паутов (1937—2015) — советский и российский учёный, кандидат педагогических наук, доктор биологических наук, профессор; член-корреспондент Сибирского отделения Международной академии наук высшей школы, академик Международной академии наук экологии и безопасности жизнедеятельности.

## Биография
Родился 15 августа 1937 года в селе Абай Усть-Коксинского района Алтайского края. Его отец был профессиональным охотником, В Великую Отечественную воевал снайпером, погиб на фронте. После его смерти четверо детей с матерью переехали в село Алтайское.
Учился в семилетней школе в совхозе «Пролетарский» и затем с отличием окончил Алтайское училище механизации сельского хозяйства. Поступил в Барнауле в Индустриально-педагогический техникум, но с третьего курса был призван в Советскую армию. Вернувшись из армии доучивался в техникуме. В 1961 году поступил на заочное отделение Омского института физкультуры (ныне Сибирский государственный университет физической культуры и спорта). Окончив вуз в 1965 году, остался работать в нём на факультете физвоспитания.
Получив целевое направление в аспирантуру Московского областного педагогического института имени Крупской (ныне Московский государственный областной университет), Юрий Паутов проучился в нём три года и защитил диссертацию на учёную степень кандидата педагогических наук по специальности «Теория и методика физической культуры и спортивной тренировки», стал первым в Алтайском крае доцентом, специализирующимся на спортивной гимнастике.
Работал в Барнаульском государственном педагогическом институте (ныне Алтайский государственный педагогический университет), где в 1974 году основал кафедру гимнастики. В 1984 году Паутов был приглашен в Тюменский государственный университет для организации факультета физического воспитания. В 1992 году защитил докторскую диссертацию на тему «Значение адаптивных реакций при реабилитации детей с ревматизмом и их коррекция средствами физической культуры». В 1992—2007 годах был заведующим кафедрой физической культуры и спорта, деканом отделения физической культуры и спорта Алтайского государственного технического университета им. И. И. Ползунова. До конца жизни работал профессором отделения физической культуры и спорта АлтГТУ.
Первый мастер спорта СССР по спортивной гимнастике на Алтае (1966). Награждён почётным знаком «За заслуги в развитии физической культуры и спорта» (1997), удостоен звания Заслуженный работник высшей школы РФ (2000).
Умер 15 апреля 2015 года в Барнауле.